# 8973 Pratincola
A 8973 Pratincola (ideiglenes jelöléssel 3297 T-2) a Naprendszer kisbolygóövében található aszteroida. Cornelis Johannes van Houten, Ingrid van Houten-Groeneveld és Tom Gehrels fedezte fel 1973. szeptember 30-án.